# Правила землепользования и застройки
Правила землепользования и застройки — документ градостроительного зонирования, который утверждается нормативными правовыми актами органов местного самоуправления, нормативными правовыми актами органов государственной власти субъектов Российской Федерации — городов федерального значения Москвы, Санкт-Петербурга и Севастополя и в которых устанавливаются территориальные зоны, градостроительные регламенты, порядок применения такого документа и порядок внесения в него изменений. 
До утверждения правил землепользования и застройки в обязательном порядке по их проекту проводятся публичные слушания.

## Состав правил землепользования и застройки
Правила землепользования и застройки регламентированы Градостроительным кодексом РФ и включают в себя:
1) порядок их применения и внесения изменений в указанные правила;
2) карту градостроительного зонирования;
3) градостроительные регламенты.
Порядок применения правил землепользования и застройки и внесения в них изменений включает в себя положения:
1) о регулировании землепользования и застройки органами местного самоуправления;
2) об изменении видов разрешенного использования земельных участков и объектов капитального строительства физическими и юридическими лицами;
3) о подготовке документации по планировке территории органами местного самоуправления;
4) о проведении публичных слушаний по вопросам землепользования и застройки;
5) о внесении изменений в правила землепользования и застройки;
6) о регулировании иных вопросов землепользования и застройки.

## Карта градостроительного зонирования
На карте градостроительного зонирования устанавливаются границы территориальных зон. Границы территориальных зон должны отвечать требованию принадлежности каждого земельного участка только к одной территориальной зоне. Формирование одного земельного участка из нескольких земельных участков, расположенных в различных территориальных зонах, не допускается. Территориальные зоны, как правило, не устанавливаются применительно к одному земельному участку.
На карте градостроительного зонирования в обязательном порядке отображаются границы зон с особыми условиями использования территорий, границы территорий объектов культурного наследия.

## Градостроительный регламент
В градостроительном регламенте в отношении земельных участков и объектов капитального строительства, расположенных в пределах соответствующей территориальной зоны, указываются:
1) виды разрешенного использования земельных участков и объектов капитального строительства;
2) предельные (минимальные и (или) максимальные) размеры земельных участков и предельные параметры разрешенного строительства, реконструкции объектов капитального строительства;
3) ограничения использования земельных участков и объектов капитального строительства, устанавливаемые в соответствии с законодательством Российской Федерации.

## Предшественники правил землепользования и застройки
Впервые правила застройки (zoning, zoning regulation/code/ordinance) были приняты в 1916 г. в Нью-Йорке, в 1920-е годы распространились по городам США, а затем, с различными местными особенностями, и по многим странам. Основные цели их введения — исключить такое соседство видов разрешенного использования земельных участков и параметров застройки, которое может приводить к снижению качества среды (например, при соседстве жилья с промышленными предприятиями, кварталов высотного строительства с малоэтажным жильем и пр.), а также минимизировать процедуры, с помощью которых застройщик имеет возможность узнать как допускается использовать тот или иной земельный участок.
В России возможность разработки правил землепользования и застройки была установлена Градостроительным кодексом Российской Федерации от 07.05.1998 № 73-ФЗ. Ещё ранее разрабатывались правила застройки. Так решением Исполкома Ленгорсовета от 16 июля 1951 года N 44-4-б были приняты правила о порядке застройки г. Ленинграда, решениями Исполкома Ленинградского городского Совета народных депутатов от 20 ноября 1959 г. N 49-2-п — правила застройки Ленинграда и его пригородов, от 13 июня 1989 г. N 421 — правила застройки Ленинграда. Правила о порядке застройки города Москвы были утверждены Постановлением СНК СССР от 01.10.1935 N 2221; решением Исполкома Моссовета от 12 декабря 1974 г. N 44/101 были утверждены правила застройки гор. Москвы и лесопаркового защитного пояса (ЛПЗП).